# Marcel Ress
Marcel Ress (Mellrichstadt, Baviera, 30 de maig de 1988) és un cuiner alemany instal·lat a Palma, Mallorca, principalment conegut per haver-se proclamat guanyador a la tercera edició del programa d'Antena 3 Top Chef (Espanya).
Nascut a Alemanya, Ress va començar a treballar a la cuina d'una amiga de la seva mare, amb 15 anys, per posteriorment estudiar a la Berulsschule Bad Kissinge. Després de realitzar un seguit d'estades formatives en diversos restaurants de l'Europa central, el 2009 va arribar a Mallorca, de la mà de Marc Fosh, per treballar al restaurant Simply Fosh com a cap de partida, primer, i a partir del 2012, com a cap de cuina. El 2014 el restaurant guanyaria una estrella Michelin.
El setembre de 2015, Marcel Ress va entrar a formar part dels concursants del programa televisiu d'Antena 3 Top Chef (Espanya), que es trobava en la seva tercera edició. Poc després de l'inici de l'emissió del programa, el 9 d'octubre, Ress va anunciar que deixava el seu lloc de treball al Simply Fosh, amb la intenció d'obrir el seu propi restaurant. Finalment, Ress aconseguiria classificar-se per la final del programa televisiu, que se celebrà el 17 de desembre. Allí s'enfrontà amb el cuiner valencià Alejandro Platero, a qui derrotà, proclamant-se doncs guanyador de Top Chef Espanya.

## Restaurants on ha treballat
- Kiristall - 2 estrelles Michelin
- Steirereck - 2 estrelles Michelin
- Simply Fosh - 1 estrella Michelin (guanyada mentre era cap de cuina)[8]